# Wedgemount Lake
Der Wedgemount Lake ist ein türkisfarbener alpiner See in den nördlichen Garibaldi Ranges, im Garibaldi Provincial Park im Süden der kanadischen Provinz British Columbia. Er liegt unterhalb von Wedge Mountain, Parkhurst Mountain, Rethel Mountain und Mount Weart. Der See wird vom Schmelzwasser der Gletscher Wedgemount und Armchair gespeist. Den Abfluss des Sees bildet der Wedgemount Creek, der in den Green River fließt.
Am nordöstlichen Seeufer findet sich der Wedgemount Lake Campground, ein sogenannter „Backcountry-Campingplatz“ mit etwa 20 Zeltstellen. Nordwestlich der Sees und einige Meter höher findet sich auch eine kleine Schutzhütte.